# Lemno (unità periferica)
L'unità periferica di Lemno (in greco Περιφερειακή ενότητα Λήμνου?) è una delle sei unità periferiche in cui è divisa la periferia dell'Egeo Settentrionale.
Il territorio comprende le isole di Lemno, Agiostrati e numerose isole nel mare Egeo
Il capoluogo è la città di Lemno.

## Geografia antropica

### Suddivisioni amministrative
L'unità periferica è stata istituita il 1º gennaio 2011 a seguito dell'entrata in vigore della riforma amministrativa detta piano Kallikratis. Precedentemente era parte della prefettura di Lesbo ed è suddivisa nei seguenti comuni (i numeri si riferiscono alla posizione del comune nella mappa qui a fianco):
- Lemno (3)
- Agiostrati (2)